# Adjintimey
Adjintimey est un arrondissement du département de Couffo au Bénin. C'est une division administrative sous la juridiction de la commune de Djakotome.

## Administration
L'arrondissement de Adjintimey fait partie des sept arrondissements que compte la commune de Djakotome dont: Betoumey, Gohomey, Houegamey,Kinkinhoue, Kokohoue, Sokouhoue, Djakotomey I, Djakotomey II et Kpoba. Cet arrondissement compte 5 villages.

## Population
Selon le recensement général de la population et de l'habitation (RGPH4) de l'institut national de la statistique et de l'analyse économique (INSAE) au Bénin en 2013, la population de l'arrondissement de Adjintimey s'élève à 16 160 habitants.
| Indicateur           | 2013   |
| -------------------- | ------ |
| Nombre de ménages    | 3 523  |
| Population féminine  | 8 745  |
| Population masculine | 7 415  |
| Population totale    | 16 160 |

## Galerie

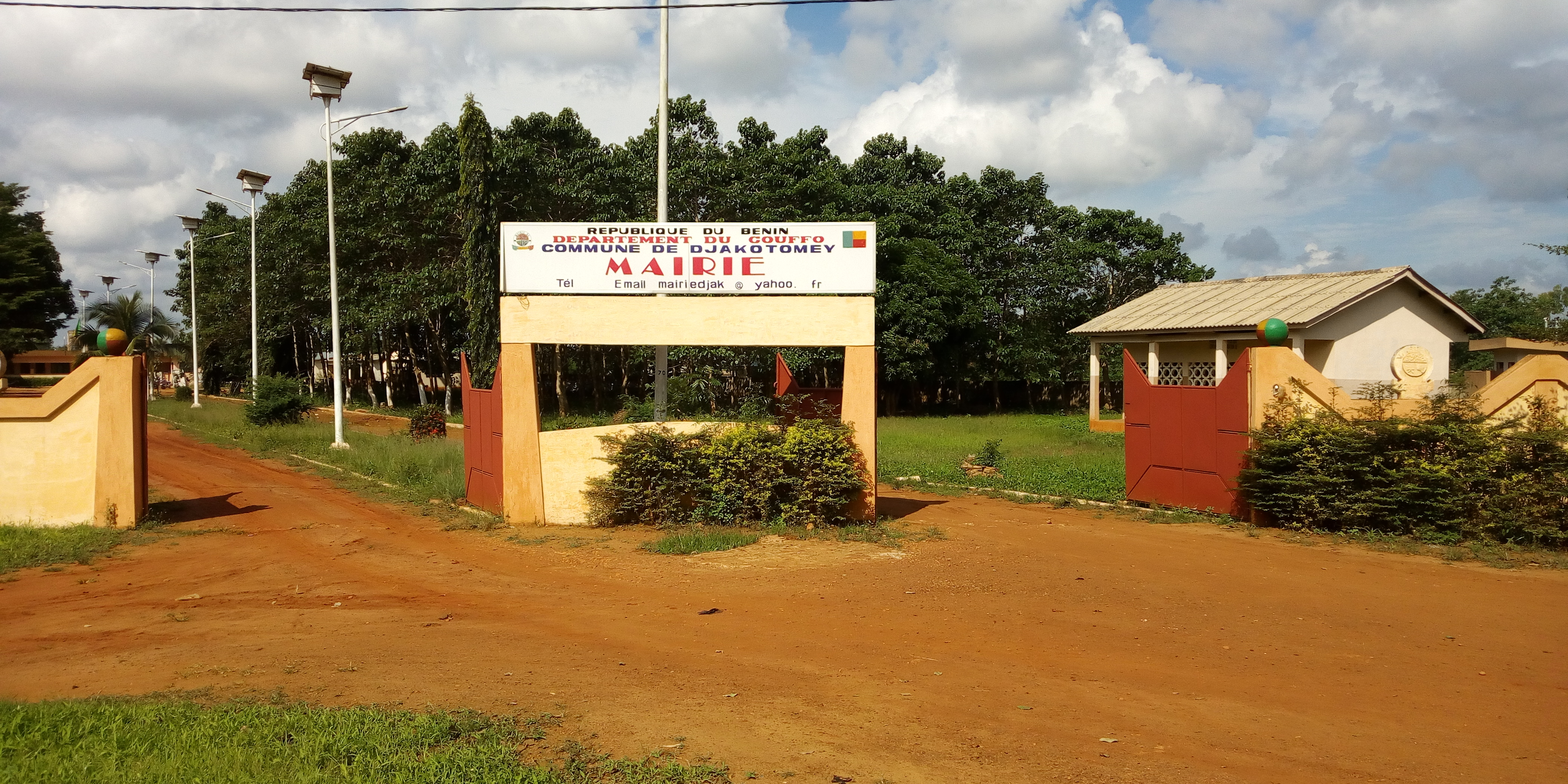
Mairie de Djakotomey vue de face au Bénin
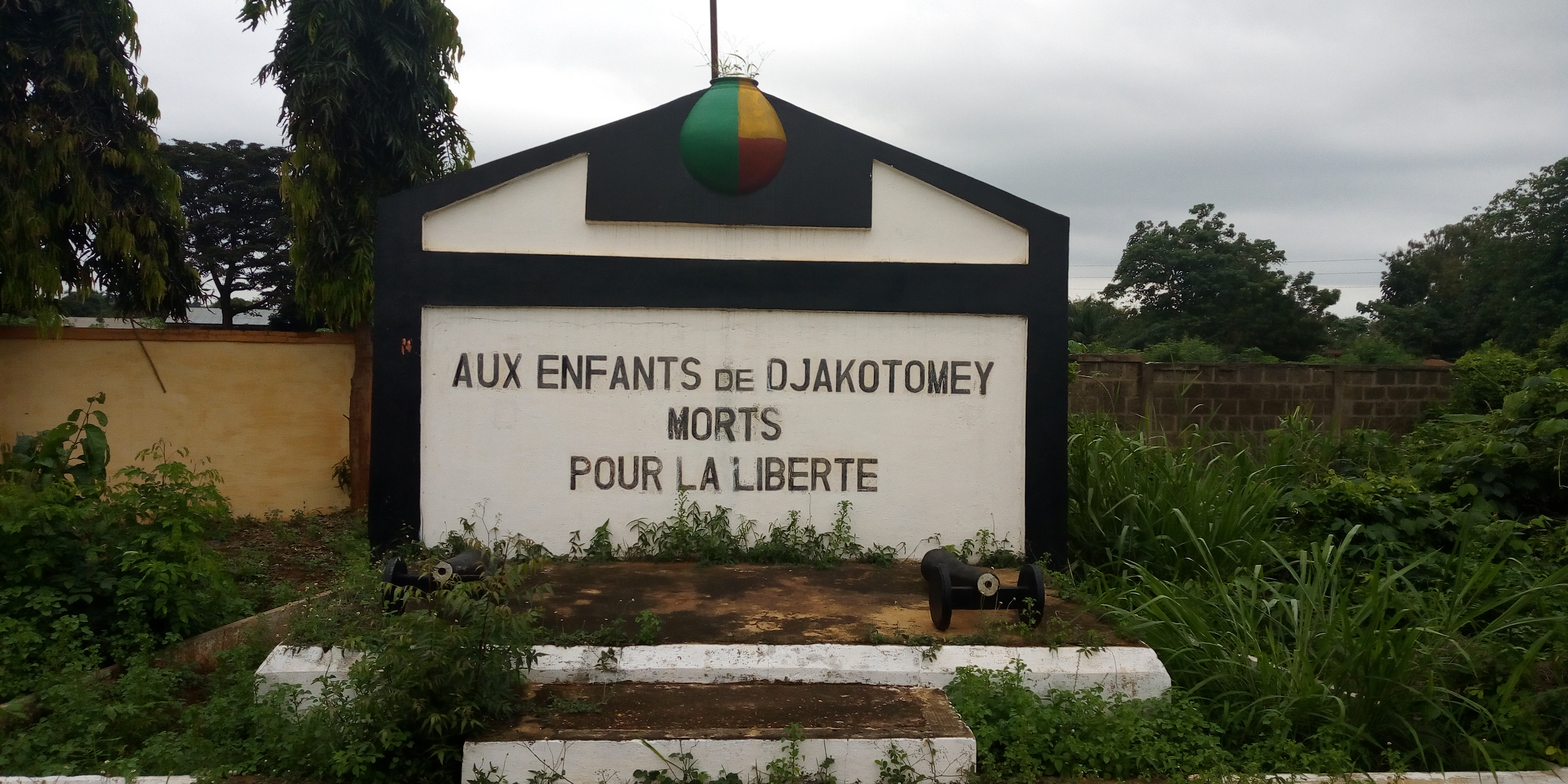
Monuments aux morts à Djakotomey
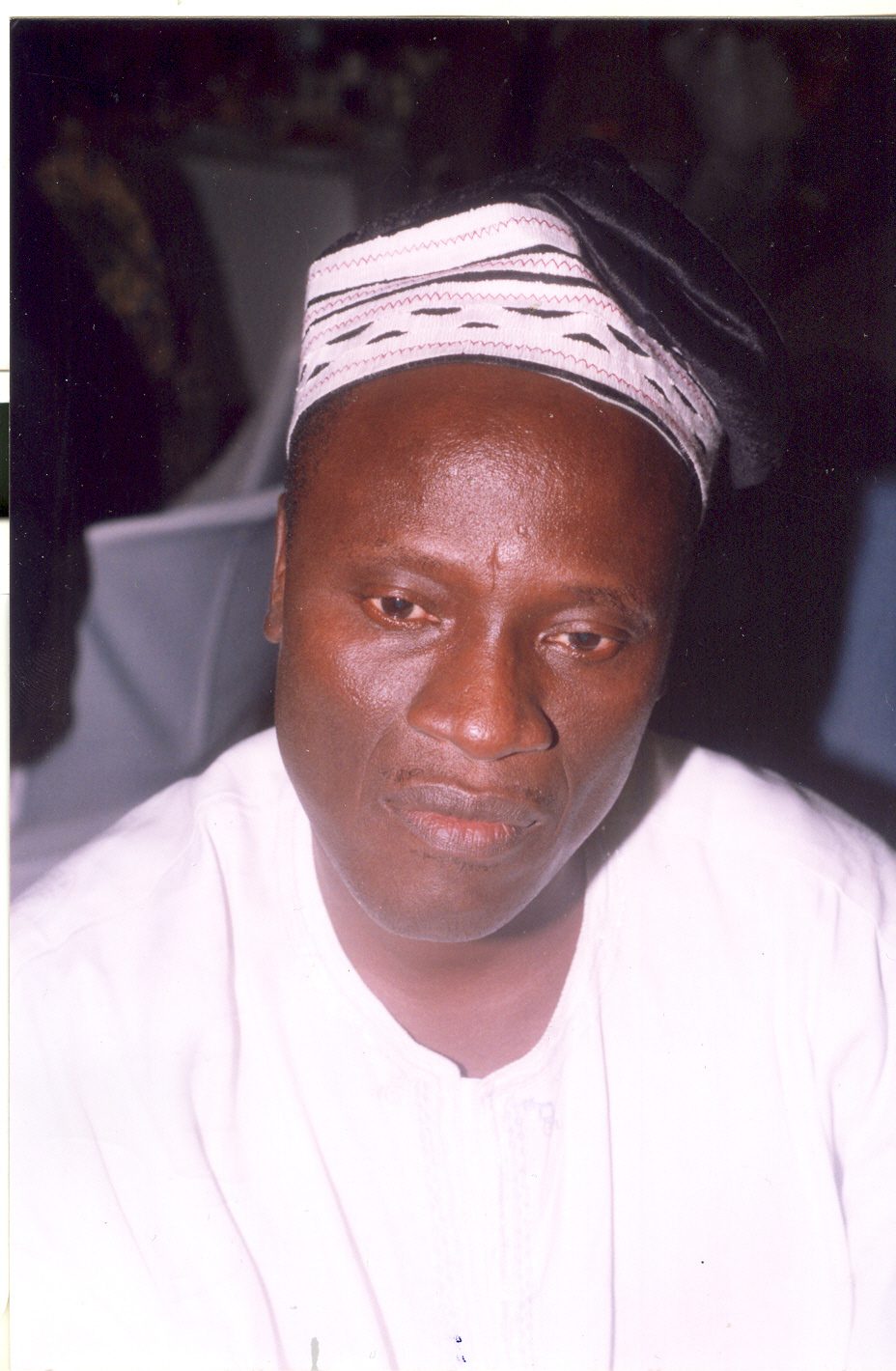
Daniel Kantchi ancien maire de Djakotomey
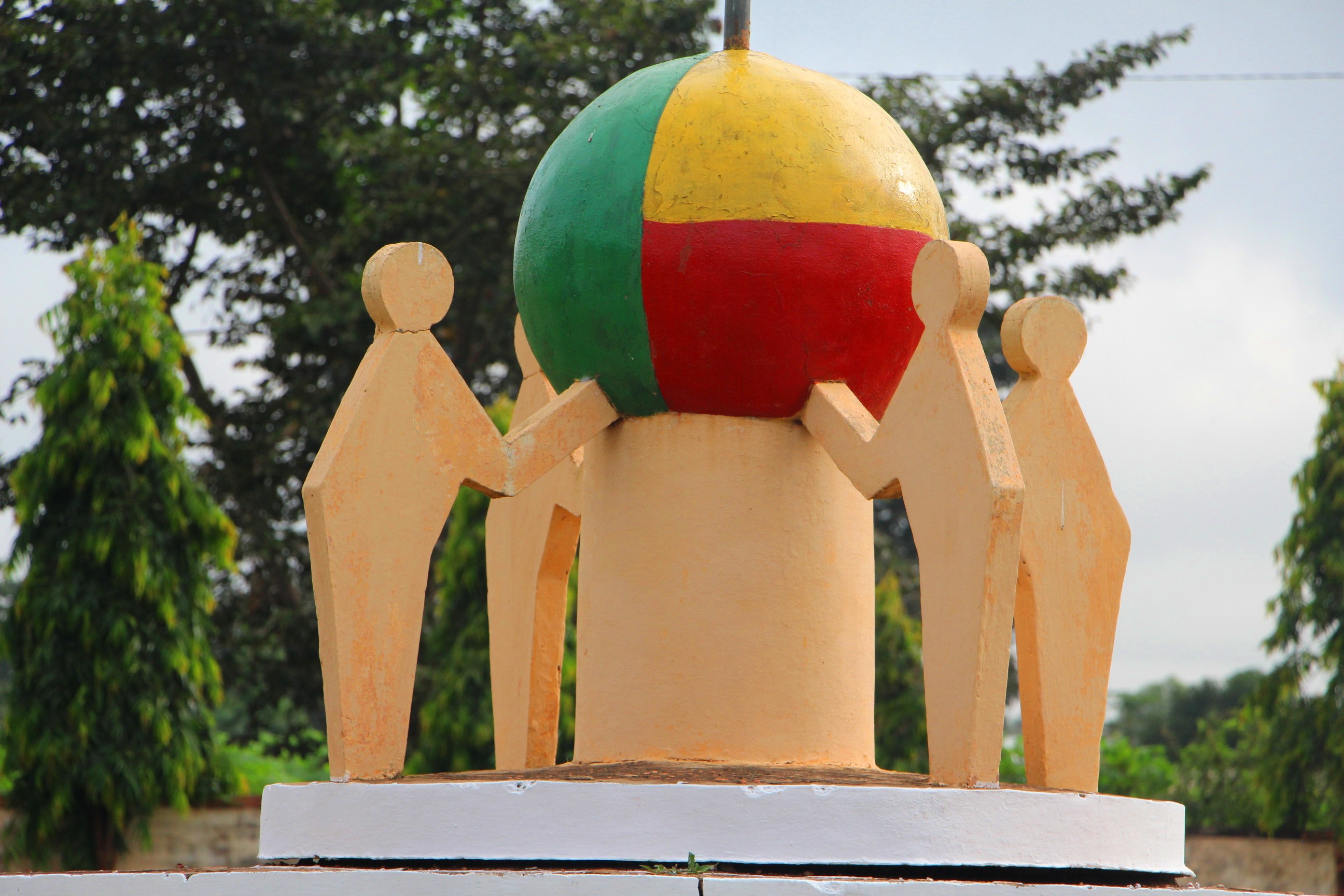
monument aux enfants morts